# Micrathena agriliformis
Micrathena agriliformis là một loài nhện trong họ Araneidae.
Loài này thuộc chi Micrathena. Micrathena agriliformis được Władysław Taczanowski miêu tả năm 1879.